# نهى طبارة حمود
نهى طبارة حمّود كاتبة وشاعرة ومترجمة لبنانية.

## التحصيل العلمي
- دبلوما، أدب الأطفال، 1985، ورشة عمل بتمويل من دولة الكويت، نقوسيا- قبرص.[2]
- دبلوما (Associate of Arts)، تصميم الإعلانات، 1975، كلية بيروت الجامعية (الجامعة اللبنانية الأميركية حالياً).[3]
- شهادة بكالوريوس، العمل الإجتماعي، 1955، كلية بيروت للبنات (الجامعة اللبنانية الأميركية حالياً).[3]

## مجالات الخبرة
- الروايات (للبالغين والفتيان).[4]
- قصص للأطفال.[4]
- تأليف أشعار وأغاني للأطفال.[4]
- كتابة مسرحيات دمى للأطفال.[4]
- الرسم.[4]

## لغات
- العربية.[4]
- الإنكليزية.[4]
- الفرنسية.[4]

## مناصب
الوظائف:
- كاتبة (32 مقالة عن كتاب وفنانين وموسيقيين عالميين)، 2001 - 2003، بتكليف من مجلة العربي الصغير (الكويت).[4]

- كاتبة (26 قصة لبرنامج «توتي كوتي»)، 1995، بتكليف من تلفزيون لبنان.[3]

- كاتبة ومستشارة وناقدة، 1994 - 1996، مجلة أطفال.[4]

- كاتبة قصص ومقالات، 1994 - 1996، مجلة هزار.[3]

## عضويات شرفية
- عضو في اتحاد الكتاب العرب، منذ 1996.[3]

- عضو في اتحاد الكتاب اللبنانيين، منذ 1996.[3]

- عضو فعّال في المجلس الدولي لكتب الشباب (IBBY)، فرع لبنان (LBBY)، منذ 1985.[3]

## إنتاجات
- تأليف نشيد المطالعة، 2010.[3]
- تأليف مسرحيات دمى، منها:

       - ديك العيد، عرضت في مسرح غولبنكيان في الجامعة اللبنانية الأميركية، 1992.
       - شبح الغابة، عرضت في عدة مدارس في لبنان، 1993.
- رسم لوحات وعرضها في معارض منفردة وجماعية.[3]
- تأليف روايات للبالغين وروايات للناشئين (9 - 14 سنة) وقصص للصغار من الفئات العمرية التالية: 5 حتى 7 سنوات و4 حتى 6 سنوات.[3]
- صدر لها:

| الكتاب                  | اللغة   | القسم                         | الناشر                   | السنة   | عدد الصفحات | الرقم الدولي         | المصدر |
| ----------------------- | ------- | ----------------------------- | ------------------------ | ------- | ----------- | -------------------- | ------ |
| السمكه سمسومه           | العربيه | اسماك                         | دار العلم                | 2004    | 29          | (ردمك 9789953631394) | [ 5 ]  |
| التمساح الحشري          | العربيه | حشرات                         | دار اصاله                | 2008    | 34          | لا يوجد              | [ 6 ]  |
| اختفاء داني ودنيا       | العربيه | ادب الدنيا ترجمه              | دار اصاله                | 2003    | 33          | (ردمك 9953445699)    | [ 7 ]  |
| مغامره في منتصف الليل   | العربيه | روايات اثاره و مغامرات مترجمه | دار اصاله                | 2008    | 92          | لا يوجد              | [ 8 ]  |
| الجمل جوجو              | العربيه | تجاره الجمله                  | دار العلم                | 2004    | 32          | (ردمك 9953631239)    | [ 9 ]  |
| الوجه الثالث للحب       | العربيه | روايات بوليسيه مترجمه         | دار الفارابي             | 2001    | 212         | لا يوجد              | [ 10 ] |
| الدب لا يرن الجرص       | العربيه | غير محدد                      | دار اصاله                | 2011    | 16          | (ردمك 9786144022979) | [ 11 ] |
| همسات امرأة شرقية       | العربيه | الثقافه الشرقيه               | دار ومكتبة المعارف       | 2013    | 238         | (ردمك 9953436290)    | [ 12 ] |
| الجزيرة المنسية         | العربيه | الجزري                        | دار اصاله                | 2005    | 4           | لا يوجد              | [ 13 ] |
| الزرافة الكسولة         | العربيه | مايكروسوفت اكسل               | دار اصاله                | 2010    | 36          | (ردمك 9953458677)    | [ 14 ] |
| ربيع بلا ورود           | العربيه | قصص قصيره مترجمه              | دار ومكتبة التراث الأدبي | 1992    | 96          | لا يوجد              | [ 15 ] |
| البرغشة الشقية          | العربيه | قصص الاطفال مترجمه            | الشركة العالمية للكتاب   | 1997    | 20          | (ردمك 1)             | [ 16 ] |
| كوكب الأمنيات           | العربيه | الادب الالماني مترجم          | دار اصاله                | 2016    | 72          | (ردمك 9786144420850) | [ 17 ] |
| جمول فراشة الحقول       | العربيه | المحاصيل الحقليه              | دار العلم                | 2004    | 28          | (ردمك 9953630283)    | [ 18 ] |
| البلبل والطفل           | العربيه | العاب الاطفال                 | دار العلم                | 2004    | 28          | (ردمك 9953630275)    | [ 19 ] |
| أغنية القمر             | العربيه | الشعر الغناءي                 | دار الإبداع              | لا يوجد | 24          | لا يوجد              | [ 20 ] |
| راجي فوق قوس قزح        | العربيه | قسم غير محدد                  | دار الحدائق              | 1997    | 23          | لا يوجد              | [ 21 ] |
| جرجور الدلوع            | العربيه | قسم غير محدد                  | دار العلم                | 2009    | 30          | لا يوجد              | [ 22 ] |
| الجمل الذي التقى النجوم | العربيه | علم مواقع النجوم              | دار العلم                | 2009    | 30          | (ردمك 9789953635965) | [ 23 ] |
| الفيل دبوش              | العربيه | التفاول والتشاءم              | دار اصاله                | 2009    | 16          | لا يوجد              | [ 24 ] |

## جوائز تقديرية

### التميز
- اندرج إسمها في قائمة شرف المجلس الدولي لكتب الشباب (IBBY) للتميز في كتابة القصص وطلب منها إلقاء كلمة باسم المئة كاتب/ة ورسام لقصص الصغار الفائزين والمدرجين على لائحة شرف المجلس، مؤتمر المجلس الدولي لكتب الشباب في نيو دلهي، 1998.[3]

### الجوائز
- جائزة عبد الحميد شومان لأدب الأطفال جائزة التميز في الكتابة الروائية للشباب والأطفال، 2007.[25]

- جائزة أفضل إنتاج من قبل اتحاد الناشرين، معرض بيروت الدولي للكتاب، 2005.[3]

- جائزة قصّة الطفل العربي، أبو ظبي، 1999.[3]

- جائزة الإبداع من قبل اتحاد الناشرين، معرض بيروت للكتاب، 1999.[3]